# مريم الشناصي
مريم حسين الشناصي كاتبة وناشرة وأستاذة جامعية إماراتية. حصلت على تعليمها العالي من جامعة الإمارات ودرجة الدكتوراة في ميكروبيولوجيا البيئـة والغـذاء من جامعة جلاسكو كالدونيا بالمملكة المتحدة عام 2002. وهي وكيل وزارة البيئة والمياه وعضو في مجلس إدارة الهيئة الاتحادية للرقابة النووية وعضو في مجلس إدارة الهيئة الاتحادية للكهرباء والماء، ونائب المحافظ للصندوق الدولي للتنمية الزراعية. وهي أيضاً سفيرة الإمارات الأدبية لدى الهند وتشغل حاليا منصب الرئيس التنفيذي لدار الياسمين للنشر في الشارقة. ونشرت كتابها الأول في 2012 بعنوان “مذكرات فارسة عربية”. وفي عام 2006، كرمها سمو الشيخ الدكتور سلطان بن محمد القاسمي بجائزة أفضل عضو هيئة تدريس عن جهودها في خدمة الجامعة والمجتمع بجامعة الشارقة.

## السيرة الذاتية
تلقت الدكتورة مريم الشانصي تعليمها الابتدائي والثانوي في إمارة الشارقة وتابعت الدارسة الجامعية في جامعة الإمارات. وكانت عضواً في جمعية التشكيل للطالبات، وعضواً مؤسساً لجمعية صديقات البيئة، وعضوفي جمعية علوم الحياة. وكانت تشارك في العديد من المعارض الفوتوغرافية. ثم درست في جامعة جلاسكو كالدونيا لتحصل على الدكتوراة في ميكروبيولوجيا البيئـة والغـذاء في عام 2002، وحازت على ثاني أفضل بحث لطلبة الدكتوراة بمؤتمر «جمعية الميكروبيولوجيا التطبيقية البريطانية» عام 2002.
وفي عام 1997 كانت الشانصي عضو في مجلس إدارة جمعية الإمارات للفنون التشكيلية. وعملت كمديرة تنفيذية للشؤون الفنية، ومستشارة لوزيرالبيئة والمياه، وكأستاذ مساعد رئيس قسم الصحة البيئية في كلية العلوم الصحية التابعة لجامعة الشارقة. ونشرت 47 بحثا وورقة علمية ودرست أكثر من 15 مساقا لطلبة البكالوريوس والدبلوم. وشغلت منصب المنسق العام للدورات التأهيلية والتدريبية لمفتشي الرقابة والسلامة البيئية بالتعاون مع دائرة البلدية والتخطيط بعجمان، والمنسق العام لدرجة دبلوم سلامة الأغذية والصحة البيئية بالتعاون مع بلدية الشارقة. ولدى الشانصي خبرة في المجال الإعلامي، حيث كتبت لجريدة البيان عدة مقالات بين 2013 و2016. وانتخبت كرئيسة جمعية الناشرين الإماراتيين في عام 2014. وشاركت في العديد من المؤتمرات والفعاليات الدولية، ومن ضمنها: اجتماع مجموعة العشرين G20 لعام 2011، ومؤتمر مركز الإمارات للدراسات والبحوث الاستراتيجية السنوي السابع عشر للطاقة تحت عنوان: «أسواق الطاقة العالمية: متغيرات في المشهد الاستراتيجي» في عام 2011، ومؤتمر إعادة تدوير البلاستيك والورق في الشرق الأوسط في 2012، والدورة الثانية من مؤتمر الطيران الأخضر والخدمات اللوجستية بدبي في 2012، ومهرجان الثقافة العربية بالهند الذي يعقد منذ 2014 بإشرافها والذي يحوي جائزة «الياسمين للشعر العربي لغير الناطقين باللغة العربية». وأصدر بريد الهند الرسمي طوابع رسمية بصورة شخصية للشناصي، إضافة إلى إصدار طابع آخر بصورتها الشخصية وصورة تاج محل تقديراً لجهودها في تطوير اللغة العربية ودراساتها في الهند على مر السنوات الماضية.
وأعدت وقدمت الشانصي ما يزيد عن 150 حلقة من البرنامج الإذاعي «سلامة الأغذية» والذي استمر لمدة أربعة سنوات متواصلة. وهي وكيل وزارة البيئة والمياه وعضو في مجلس إدارة الهيئة الاتحادية للرقابة النووية وعضو في مجلس إدارة الهيئة الاتحادية للكهرباء والماء، ونائب المحافظ للصندوق الدولي للتنمية الزراعية، وتم اختيارها ضمن برنامج قيادات حكومة الإمارات – القيادات التنفيذية. وهي أيضاً سفيرة الإمارات الأدبية لدى الهند وتشغل حاليا منصب الرئيس التنفيذي لدار الياسمين للنشر في الشارقة.

## المؤلفات
لدى الدكتورة مريم الشانصي كتابين منشورين وهما:
- روايتها “مذكرات فارسة عربية” في عام 2012، والتي تتناول قصة امرأة في نهاية الثلاثين تقررأن تتعلم الفروسية قبل الأربعين. وترجم هذا الكتاب إلى اللغات الماليالامية والهندية والأردية.
- وكتابها الثاني “المقصف الغذائي” وهو عبارة عن مقالات حول العادات الغذائية المختلفة في الوطن العربي وغيره. وترجم هذا الكتاب إلى اللغة الماليالامية.[2]

## جوائز وتكريم
- نالت جائزة أفضل عضو هيئة تدريس عن جهودها في خدمة الجامعة والمجتمع لعام 2006 بجامعة الشارقة.[1]
- وحصلت على جائزة أفضل رئيسة تنفيذية في الأداء المؤسسي بمناسبة اليوم العالمي للمرأة في جائزة الشرق الأوسط العاشرة عام 2011.[11]